# Samuel Hill
Samuel Hill (Deep River, 13 de maio de 1857 - Portland, 26 de fevereiro de 1931), mais conhecido como Sam Hill, foi um empresário, advogado e executivo ferroviário. Ele influenciou substancialmente o desenvolvimento econômico da região do Noroeste do Pacífico no início do século 20.
Entre seus projetos destacam-se o Arco da Paz, um monumento erguido em homenagem aos 100 anos de paz entre os Estados Unidos e Canadá, na fronteira entre Blaine (Washington) e Surrey (Colúmbia Britânica); o Museu de Arte de Maryhill, um edifício originalmente concebido como uma residência; e o Maryhill Stonehenge, uma réplica de Stonehenge idealizada como um memorial aos soldados do Condado de Klickitat mortos na Primeira Guerra Mundial, nos arredores de Maryhill, Washington.